# 동광중학교 (인천)
동광중학교(東光中學校)는 대한민국 인천광역시 강화군 양도면 하일리에 있는 사립 중학교이다.

## 학교 연혁
- 1946년 9월 10일 : 옹진고등성경학교 설립 개교
- 1947년 3월 30일 : 옹진 복음농민학교로 개편
- 1949년 5월 19일 : 동광농업중학교 3학급 설립 인가(황해도 옹진군), 설립자 겸 초대 교장 박용익 목사 취임
- 1949년 5월 26일 : 제1회 졸업식 거행
- 1950년 6월 1일 : 제1대 이강산 이사장 취임
- 1950년 6월 25일 : 한국전쟁으로 임시 휴교
- 1953년 3월 27일 : 피난학교 자유지구 개교 인가(양도면 강화남로 704)
- 1954년 5월 20일 : 신축교사 3학급 준공
- 1962년 8월 29일 : 재단법인 동광학원 재 설립, 제1대 윤경기 이사장 취임
- 1964년 1월 24일 : 학교법인으로 조직 변경
- 1994년 3월 1일 : 3학급 감축
- 2000년 12월 1일 : 동광중학교 개·축 준공식
- 2011년 4월 18일 : 해오름관(체육관) 개관
- 2013년 4월 16일 : 축구부 창단
- 2014년 4월 3일 : 인조잔디운동장 개장
- 2017년 11월 24일 : 인천광역시교육청 행복배움학교 선정
- 2021년 7월 1일 : 제5대 강경희 이사장 취임
- 2023년 3월 2일 : 결대로자람학교 선정
- 2024년 1월 24일 : 제74회 졸업식(연 4,752명)
- 2024년 3월 4일 : 제12대 오학근 교장 취임

## 참고 자료
- 동광중학교 - 한국교육학술정보원 학교알리미